# ジュリアン・クレア
ジュリアン・クレア（英語: Julian Clare、朝鮮語: 줄리안 클레어）は、アイルランドの外交官、大使。2017年より、在大韓民国大使および非常駐の在朝鮮民主主義人民共和国大使を務めている。
2017年11月2日、ソウルの青瓦台で文在寅大統領に信任状を捧呈した。2018年9月19日、平壌の万寿台議事堂で最高人民会議常任委員会の金永南委員長に信任状を捧呈した。